# Іпотешть (комуна, Олт)
Іпотешть, Іпотешті (рум. Ipotești) — комуна у повіті Олт в Румунії. До складу комуни входить єдине село Іпотешть.
Комуна розташована на відстані 135 км на захід від Бухареста, 12 км на південь від Слатіни, 46 км на схід від Крайови.

## Населення
У 2009 року у комуні проживали 1535 осіб.

## Зовнішні посилання
- Дані про комуну Іпотешть на сайті Ghidul Primăriilor [Архівовано 11 червня 2008 у Wayback Machine.]